# 903
Cette page concerne l'année 903  du calendrier julien.  Pour le nombre 903, voir 903 (nombre).
L'année 903 est une année commune qui commence un samedi.

## Événements

### Proche-Orient
- 15 juillet : le calife Al-Muktafi apprend que le Qarmate Yahya ibn Zikrawayh est tué au combat devant Damas assiégée ; le 30 juillet, il envoie une armée combattre les Qarmates en Syrie[1].
- 29 novembre : les Qarmates sont battus par les troupes califales à Raqqa[2].

### Europe
- 11 mai : échec d'une tentative d'assassinat de l'empereur byzantin Léon VI dans l'église Saint-Môkios à Constantinople[3].
- 5 juin : Le comte de Paris Robert, aïeul de Hugues Capet, obtient de Charles le Simple des lettres pour assurer les moines de Lièpvre contre toutes les tentatives d'usurpation des abbés de Saint-Denis.
- 28 juin : incendie de l'abbaye de Saint-Martin-de-Tours[4]. Les Vikings remontent la Loire, et se présentent devant Tours après avoir brûlé Amboise et Bléré[5]. Ils ne parviennent pas à prendre la ville, mais incendient ses faubourgs et l'abbaye de Saint-Martin[6], puis sont défaits à Saint-Martin-le-Beau[5].
- Fin juillet - fin août : pontificat de Léon V[7]. Il est emprisonné par l'antipape Christophore, à son tour chassé par le futur pape Serge III en janvier 904[8].

- Première charte d’incastellamento en Italie[9].
- Les îles Baléares sont rattachées à l'Émirat de Cordoue[10].